# Florida Flame
I Florida Flame furono una squadra di pallacanestro di Roanoke che militava nella NBA Development League, il campionato professionistico di sviluppo della National Basketball Association.
La squadra fu una tra i fondatori della NBDL nel 2001 con il nome di North Charleston Lowgators, arrivando in finale ma perdendo contro i Greenville Groove. Nel 2003 cambiò nome in Charleston Lowgators.
L'anno successivo si trasferì in Florida, a Fort Myers, cambiando nome in Florida Flame. Si sciolse nel 2006.

## Record stagione per stagione
| Stagione                   | Piazzamento    | Vittorie | Sconfitte | %    | Play-off                                                              |
| -------------------------- | -------------- | -------- | --------- | ---- | --------------------------------------------------------------------- |
| North Charleston Lowgators |                |          |           |      |                                                                       |
| 2001-02                    | 1°             | 36       | 20        | 64,3 | vincono semifinali (Mobile) 2-1 perde D-League Finals (Greenville 2-0 |
| 2002-03                    | 2°             | 26       | 24        | 52,0 | perdono semifinali (Mobile) 2-0                                       |
| Charleston Lowgators       |                |          |           |      |                                                                       |
| 2003-04                    | 2°             | 27       | 19        | 58,7 | perdono semifinali (Huntsville) 108-100                               |
| Florida Flame              |                |          |           |      |                                                                       |
| 2004-05                    | 6°             | 17       | 31        | 35,4 |                                                                       |
| 2005-06                    | 3°             | 25       | 23        | 52,1 | perdono semifinali (Albuquerque) 80-71                                |
| Regular season             | Regular season | 131      | 117       | 52,8 |                                                                       |
| Play-off                   | Play-off       | 2        | 6         | 25,0 |                                                                       |